# Harmonic Disorder
Harmonic Disorder ist ein Jazzalbum des Matthew Shipp Trio. Die 2008 im Studio Systems Two, Brooklyn entstandenen Aufnahmen erschienen am 27. Januar 2009 auf Thirsty Ear.

## Hintergrund
Harmonic Disorder bringt Shipps Piano Vortex-Trio von 2007 mit Joe Morris und Whit Dickey zurück ins Studio. Neben seinen Eigenkompositionen spielt Shipp mit Dickey und Morris auch zwei Jazz-Standards, There Will Never Be Another You von 1942 und Someday My Prince Will Come, ein Song aus dem Walt-Disney-Zeichentrickfilm Schneewittchen und die sieben Zwerge (Snow White and the Seven Dwarfs, 1937).

## Titelliste
- Matthew Shipp Trio: Harmonic Disorder (Thirsty Ear THI 57187.2)[1]
  1. Gng,4:35
  2. There Will Never Be Another You (Harry Warren, Mack Gordon),3:15
  3. Harmonic Disorder,5:29
  4. Someday My Prince Will Come (Frank Churchill, Larry Morey),3:52
  5. Mel Chi 2 ,1:56
  6. Mr. Jm,4:33
  7. Mel Chi 1 ,1:48
  8. Roe,5:13
  9. Orb,3:16
  10. Compost,4:06
  11. Zo Number 2 ,6:18
  12. Quantum Waves,4:54
  13. Light,3:01
  14. When the Curtain Falls on the Jazz Theatre,2:37
- Alle anderen Kompositionen stammen von Matthew Shipp.

## Rezeption
Thom Jurek verlieh dem Album in Allmusic vier Sterne und schrieb, der Titel Harmonic Disorder mag so lauten, dass er einer von Shipps intensiveren Unternehmungen sei, aber die Wahrheit ist, dass er, obwohl er wunderbar feurige Momente habe, eine intime Aufnahme ist, die mit neuen Ideen, Humor, Tiefe und Wärme gefüllt ist.

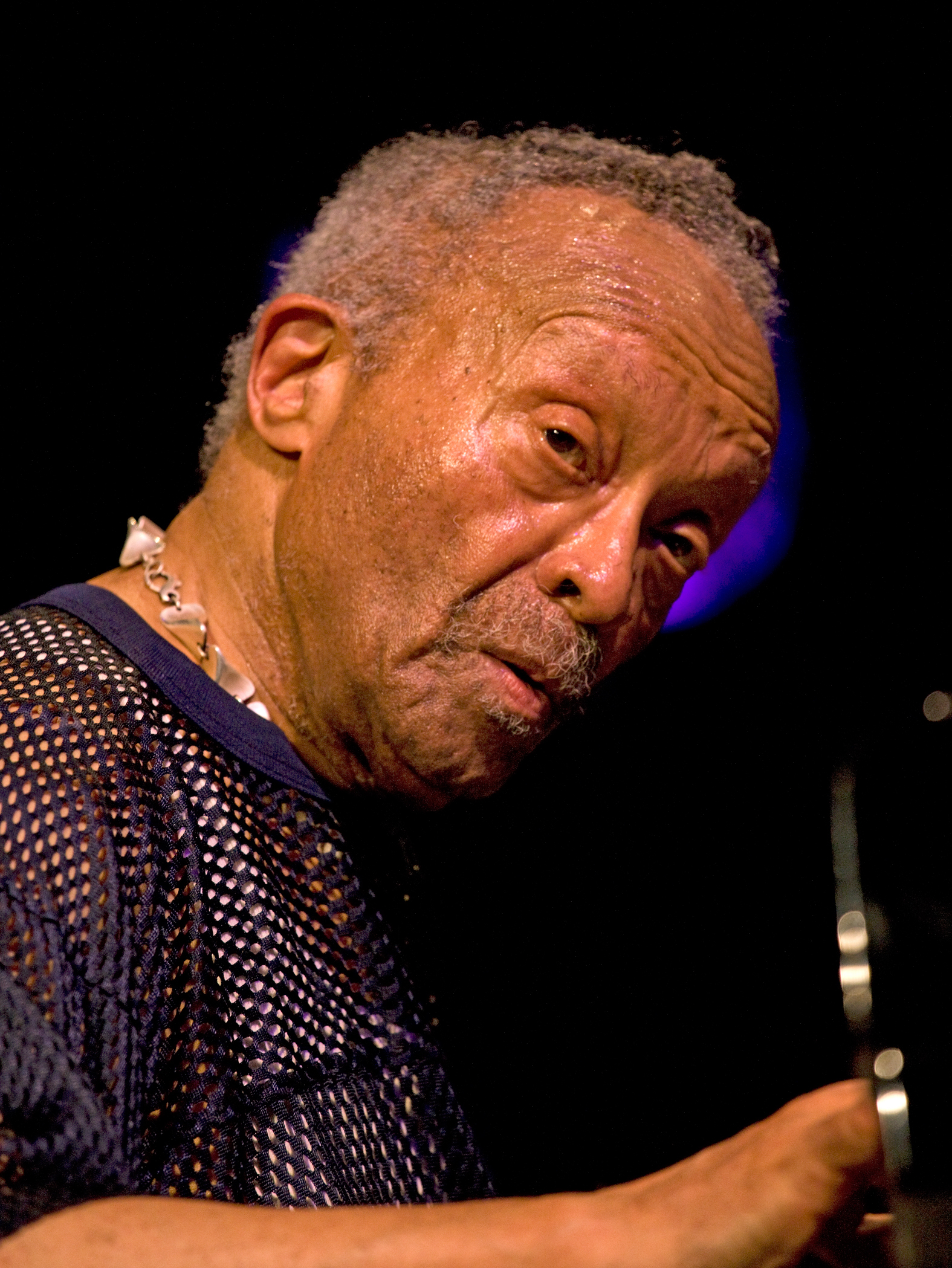
Cecil Taylor bei einem Auftritt beim moers festival 2008

Will Layman schrieb in Pop Matters, Überall in Harmonic Disorder fände Matthew Shipp Wege, sein Hüllkurvenschieben mit dem Sinn konventioneller Ordnung zu verbinden, der einige Jahrzehnte lang in der Klaviertrio-Musik herrschte. Es sei ein Maß für den Erfolg dieses Programms, dass sich die Mischung authentisch und organisch anfühle, nicht zusammengenäht. „Vielleicht ist dies weniger reine Innovation als vielmehr eine Rückkehr zu einem Moment in der Jazzgeschichte, als Pianisten wie Cecil Taylor und Paul Bley ihren Weg in Richtung Freiheit bahnten. Taylors frühe Aufzeichnungen fanden ihn teilweise an die Tradition gebunden, selbst als er sich bemühte, sie zu biegen. Jetzt findet Matthew Shipp am anderen Ende der Geschichte des Jazzpianos Wege, sein Trio ans Ufer zu bringen, auch wenn es noch mit großer Freiheit segelt.“ Dies sei eine aufregende und gewagte Navigation, so Laymans Resümee.
Peter Margasak schrieb im Down Beat, obwohl der Pianist hier in ständiger Bewegung ist, sei dies ein Werk, geprägt von Geduld und Zurückhaltung. Er klingt vollständiger als je zuvor.
Mike Shanley schrieb in JazzTimes, Harmonic Disorder werde seinem Titel nicht genau gerecht, denn die 14 Stücke klängen für Shipps Verhältnisse gelegentlich konventionell. Der Pianist habe erneut seine umfassende Beherrschung der Geschichte seines Instruments gezeigt, die er durch seine scharfsinnige Perspektive filtert.
John Sharpe (All About Jazz) meint: „Die Waren des Trios sind hier auf 14 Tracks verteilt, wobei nur drei Schnitte die Fünf-Minuten-Grenze durchbrechen, in einem Programm mit einem Schatten unter 55 Minuten. Bei so viel Konzentration in kleinen Kapseln wie musikalischen Haikus gibt es viel zu absorbieren und viel Freude daran zu haben.“